# Leontzi Honauer
Leontzi Honauer (Strasburgo, 1730 – 1790) è stato un compositore tedesco.

## Biografia
Dal 1761 visse a Parigi, al servizio fino al 1785 del Principe di Rohan. Wolfgang Amadeus Mozart adottò nei suoi concerti-pasticcio per pianoforte K.37, 40 e 41 alcuni movimenti di sonate (dall'op. 1 e 2) di Honauer.

## Composizioni pubblicate
- 18 sonate per clavicembalo in 3 raccolte (Parigi op. 1,1761; op. 2,1763; op. 3,1764)
- Quartetti per clavicembalo con accompagnamento di 2 violini e violoncello e 2 corni ad libitum 1770

| Controllo di autorità | VIAF (EN) 17123434 · ISNI (EN) 0000 0000 5941 6415 · CERL cnp02152417 · LCCN (EN) nr96030548 · GND (DE) 1089803362 · BNE (ES) XX1759768 (data) |